# Kostverlorenvaart

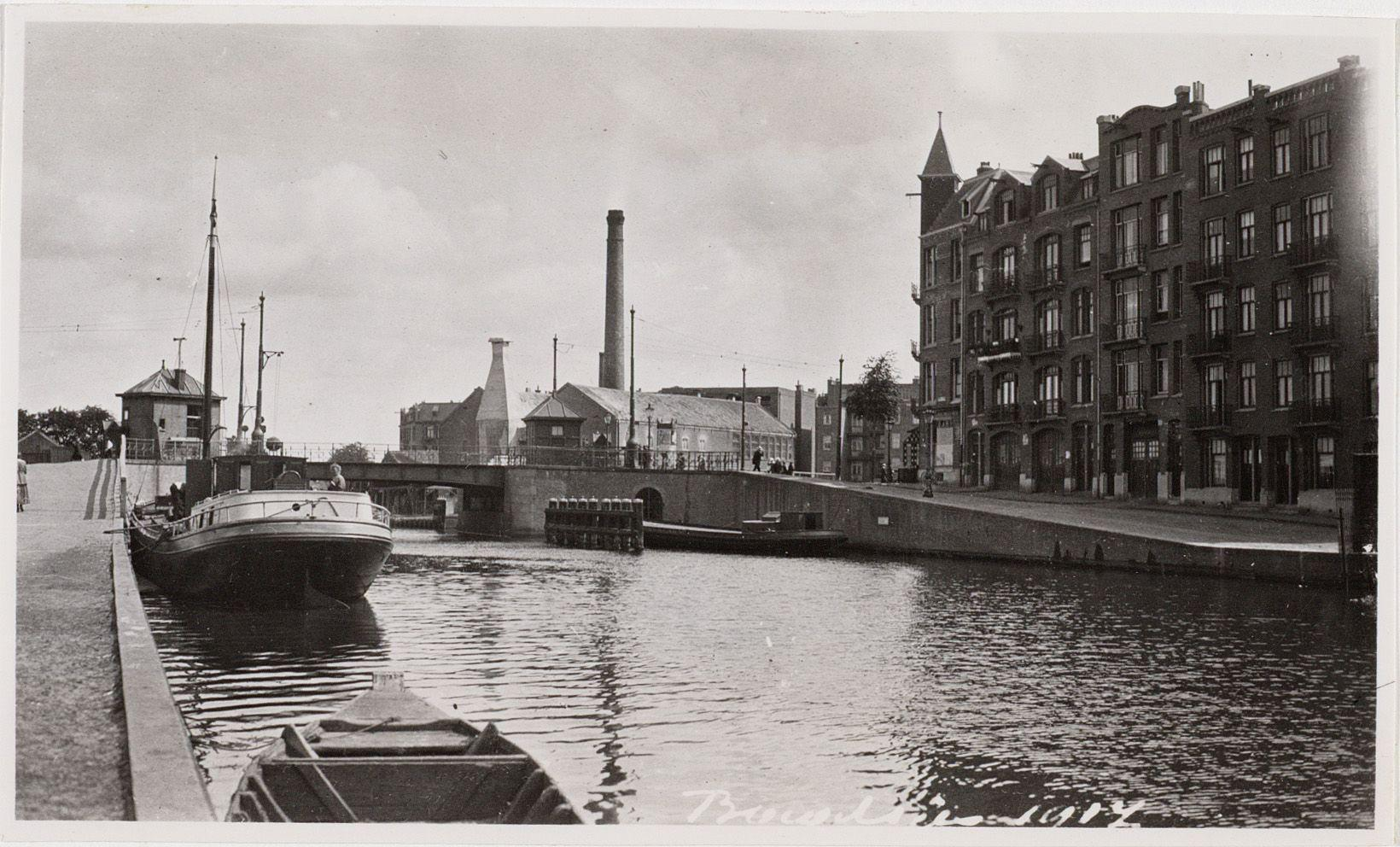
De Kostverlorenvaart gezien naar brug 173 (Wiegbrug) voor de Admiraal de Ruijterweg. Links de Baarsjesweg en rechts de Tweede Kostverlorenkade met de ingang van de De Clercqstraat. In het midden achter de Hollandsche Stoomgipsfabriek; 1917.

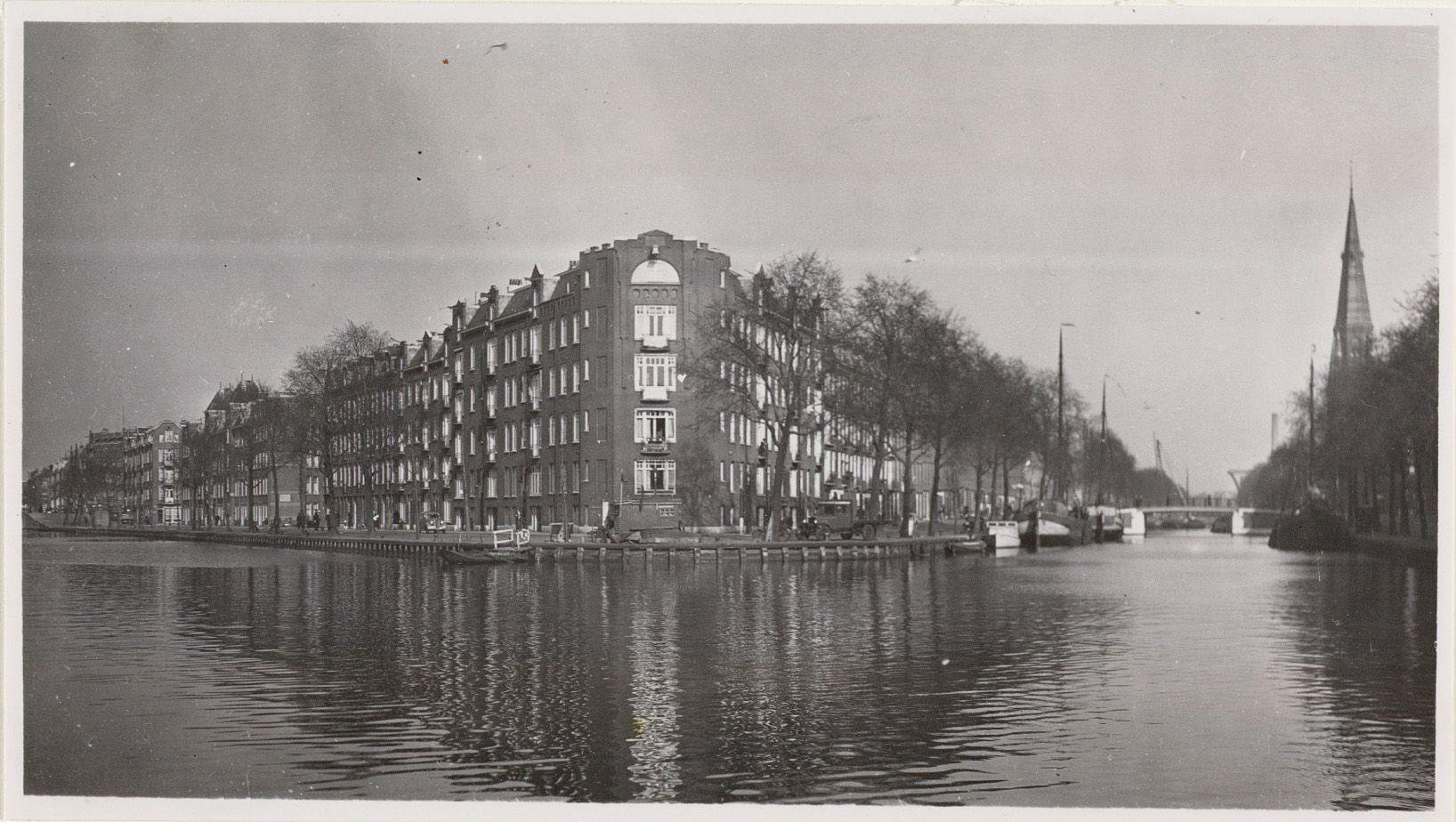
Kostverlorenvaart en rechts het Jacob van Lennepkanaal met de Jacob van Lennepkade; circa 1930.

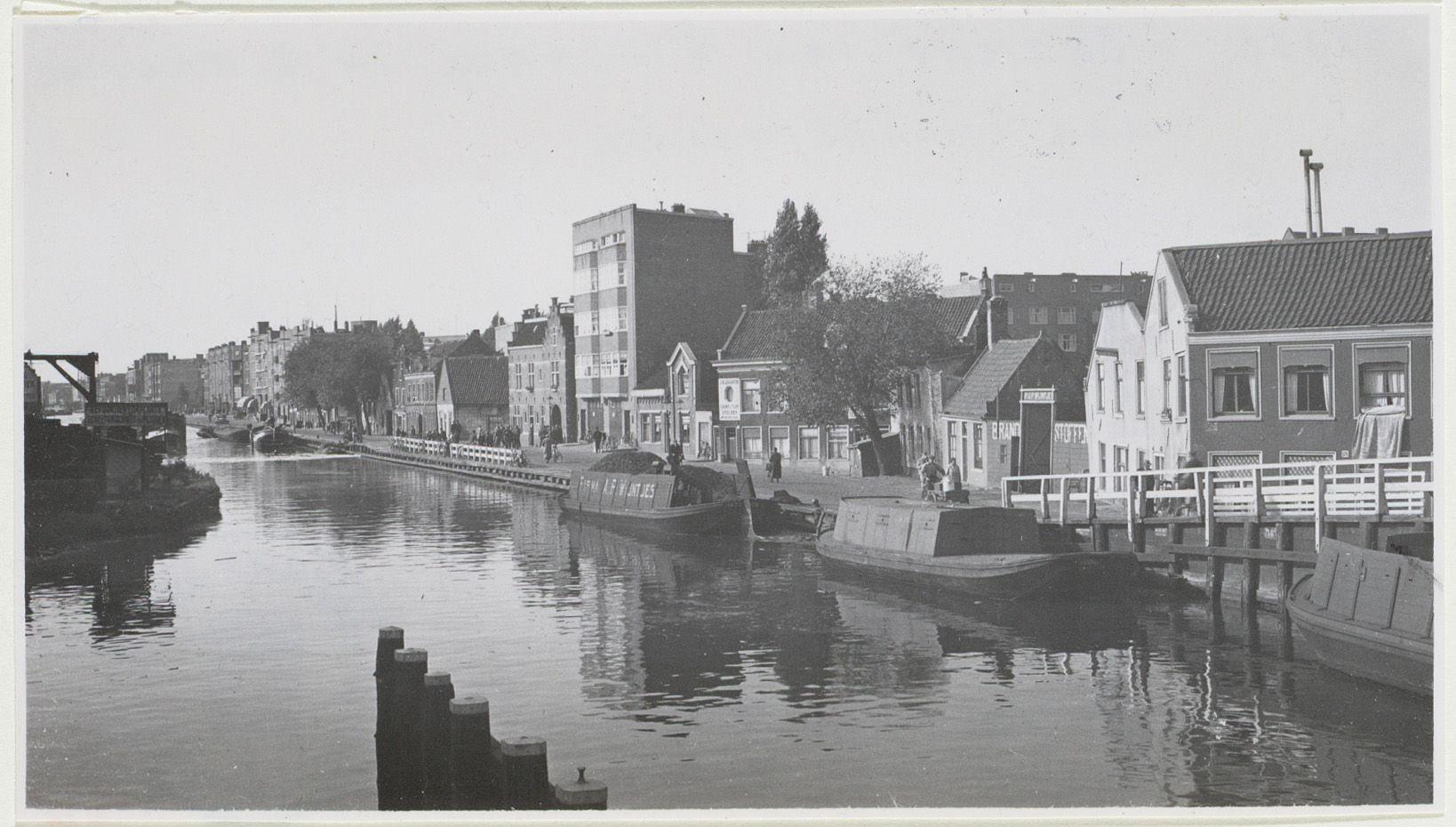
Buurtschap De Baarsjes, gezien vanaf de Wiegbrug in zuidwestelijke richting. Geheel rechts de voormalige herberg De Drie Baarsjes; 1936.

De Kostverlorenvaart in Amsterdam-West is de verbinding tussen de Schinkel en het IJ. Sinds het einde van de 19e eeuw wordt de verbinding met het IJ gevormd door de Kattensloot, Singelgracht en het Westerkanaal.

## Geschiedenis
De Kostverlorenvaart (Costverloren Wetering) is in de vijftiende eeuw gegraven om de afwatering van het Hoogheemraadschap van Rijnland op het IJ te verbeteren. Omdat hiermee een ongewenste open verbinding met het buitenwater ontstond, werd de vaart afgedamd.
Het Hoogheemraadschap van Rijnland was steeds op zoek naar afwateringsmogelijkheden voor nieuw ontgonnen land. Toen in 1413 Graaf Willem VI toestemming verleende om vanaf de Nieuwe Meer en de Schinkel een wetering met spuisluizen naar het IJ te graven, protesteerde Amsterdam hevig. Er bestond namelijk het gevaar dat in die roerige tijden een vijand de stad onder water kon zetten via die sluizen. Amsterdam sloot dan ook de wetering af, en ondanks een proces van Rijnland bleef de wetering dicht. Omdat daardoor de wetering en de sluizen onbruikbaar werden, was dit verspilling van geld ofwel verloren cost. Zo is de naam Kostverloren te verklaren.
Toen de stad Amsterdam twee decennia later vanaf het Singel een vaart groef langs de Heiligeweg (de Heiligewegse Vaart) naar de Kostverlorenvaart, en er daarmee een open scheepvaartverbinding ontstond tussen Amsterdam en het Haarlemmermeer en verder naar Leiden, kwam de stad Haarlem hiertegen in het geweer, omdat de grafelijke tolrechten op het verplichte scheepvaartverkeer door het Spaarne hiermee omzeild dreigden te worden. De Haarlemmers sloegen in 1434 palen in de Schinkel om zo de doorvaart te verhinderen. Op last van de graaf van Holland werd vervolgens een afdamming gemaakt tussen de Kostverlorenvaart en de Schinkel.
Om toch nog (klein) scheepvaartverkeer tussen Amsterdam en het Haarlemmermeer mogelijk te maken werd in 1515 op de dam een overhaal ('overtoom') gelegd. De buurt hieromheen werd de Overtoomse Buurt.
De Kostverlorenvaart heeft sindsdien altijd in verbinding gestaan met de wateren van Amsterdam. In de eerste helft van de 17e eeuw wordt de (nog smalle) Kattensloot gegraven die een verbinding vormt met de nieuw gegraven Singelgracht. Deze was vooral van belang voor de aanliggende bedrijven, met name zaagmolens.

## Zaagmolens
Tussen 1631 en 1678 verrezen tussen de Kostverlorenvaart en de Singelgracht circa 50 zaagmolens. Hiermee werd dit de grootste zaagmolenbuurt bij Amsterdam. Ook stonden er een korenmolen en een volmolen. Vanaf halverwege de 19e eeuw verloren steeds meer molens hun functie en verdwenen geleidelijk aan. Vanaf 1877 werden de Staatsliedenbuurt en de Frederik Hendrikbuurt langs de vaart gebouwd, later ook de Kinkerbuurt. De laatste nog werkende zaagmolens langs de Kostverlorenvaart waren de Eenhoorn tot 1929 en 't Luipaard tot 1931. Na de sloop van deze molens bleef alleen de niet meer in gebruik zijnde molen De Otter over, die heden nog steeds aanwezig is. Ook verrezen er veel andere industrieën langs de vaart, waarvoor in de toenmalige stad geen plaats (meer) was. Veel hiervan verdween in de 20e eeuw toen de vaart geheel binnen de stad kwam te liggen.

## Grens Sloterpolder
De Maljapenkade aan de westkant van de vaart was de scheiding met het lager gelegen land van de Sloterpolder, die tot Rijnland behoorde. Later werden dit de Buyskade en Baarsjesweg. Nadat de Sloterpolder in 1628 een 'gesloten polder' was geworden was het water in deze polder gescheiden van de Kostverlorenvaart. Om vanuit deze polder met kleine bootjes in de Kostverlorenvaart te komen moest een overhaal worden gepasseerd. Bij de buurtschap De Baarsjes en bij de Overtoomse Buurt was een 'kleine overhaal', naast de 'grote overtoom' naar de Schinkel. De beide kleine overhalen werden in 1916 vervangen door een scheepslift bij de Postjeswetering, naast het latere gebouw van de Vierde Ambachtsschool, thans 'Het Sieraad'. Deze scheepslift werd in 1952 verplaatst naar de huidige grens van het Rembrandtpark (tot 1959), waarna de Postjeswetering en Admiralengracht rechtstreeks verbonden werden met de Kostverlorenvaart.

## Overtoomse Sluis
Toen na de omwenteling van 1795 de oude tolrechten vervielen, kon de dam in 1809 door een schutsluis worden vervangen. Die sluis vormde de scheiding tussen het stadswater van Amsterdam en het boezemwater van Rijnland. Door het toenemende scheepvaartverkeer was deze sluis een knelpunt geworden. Na de bouw van de wijken aan weerszijden van de Schinkel in de jaren twintig was vergroting en verplaatsing van de sluis noodzakelijk. Uiteindelijk werd gekozen voor een sluis ten noorden van de Nieuwe Meer, waarna de Schinkel ten noorden van deze sluis tot het stadswater ging behoren. De huidige Nieuwe Meersluis werd op 1 juli 1942 in gebruik genomen ter vervanging van de Overtoomse Sluis. Sindsdien gaan Kostverlorenvaart en Schinkel gewoon in elkaar over ter hoogte van de brug naar het Surinameplein, die nog steeds Overtoomse Sluis heet.

## Gemeente- en Stadsdeelgrenzen
In 1861 koopt Amsterdam de Kostverlorenvaart van Rijnland. Tot 1921 vormde de Kostverlorenvaart over een groot deel van zijn lengte de oostelijke gemeentegrens van Sloten enerzijds en Nieuwer-Amstel anderzijds, in 1877 werd het het noordelijk gedeelte door Amsterdam geannexeerd en in 1896 het zuidelijke gedeelte. Na de annexatie van de gehele gemeente Sloten in 1921 ligt de vaart volledig in Amsterdam. Van 1990 tot 2010 was het grotendeels de grens tussen de stadsdelen De Baarsjes enerzijds en Oud-West en Westerpark anderzijds. Sindsdien ligt de vaart geheel in stadsdeel Amsterdam-West.

## De Staande Mastroute in Amsterdam
Op 27 mei 1870 tekende Amsterdam ingevolge een dictaat uit Den Haag een 'contract' dat de aanleg van een snelle vaarroute regelde tussen het Nieuwe Meer en het IJ, met louter beweegbare bruggen. Dat was de 'Staande-Mast-Route' die van de Zeeuwse / Zuid-Hollandse delta naar de Zuiderzee (het IJsselmeer) voerde.
De Kostverlorenvaart werd daar in Amsterdam hoofdbestanddeel van en in dat kader is ook de Kattensloot verbreed en het Westerkanaal gegraven. De doorvaart diende uiteindelijk te voldoen aan een aantal minimumeisen betreffende doorvaarthoogte en -breedte. Schepen met een mast tot zes meter hoog moesten probleemloos door de ophaalbruggen kunnen varen.
In de jaren twintig werd dit criterium vervangen door 'scheepsvolumen tot 2000 ton'. Alle bruggen in deze route door Amsterdam meten vandaag een doorvaartbreedte rond de twaalf meter en een doorvaarthoogte in gesloten toestand van rond de twee meter.
De Kostverlorenvaart wordt nog steeds grotendeels gebruikt voor goederenvervoer over het water, een functie die de stadsgrachten verloren hebben. Ook veel plezierjachten maken gebruik van deze verbinding tussen het IJ en de Ringvaart van de Haarlemmermeer, die een onderdeel van de Staande Mastroute vormt.

## Bruggen
Het gedeelte van de Kostverlorenvaart tussen de Haarlemmervaart en de Kattensloot behoort niet tot de Staande Mastroute. Hier liggen de volgende vaste bruggen: Haarlemmerweg (brug 347), Van der Duijnstraat (voetbrug 1902), Van Limburg Stirumstraat (Staatsliedenbrug; brug 139), Jacob Catskade (brug 132).
Over die vaarroute Westerkanaal – Singelgracht – Kattensloot – Kostverlorenvaart – Schinkel ligt een aantal (uiteraard) beweegbare bruggen (van noord naar zuid): Westerkeersluisbrug (brug 346), Spoorbrug Singelgrachtbrug, Willemsbrug (brug 151), Kattenslootbrug (brug 155), Van Hallbrug (brug 171), Beltbrug (brug 324), Wiegbrug (brug 173), Kinkerbrug (brug 266), Overtoomse Sluis (brug 199), Théophile de Bockbrug (brug 360), Zeilbrug (brug 348), Schinkelbrug (brug 176P) en brug 1647 (Ringspoorbaan Zuid).

## Externe links

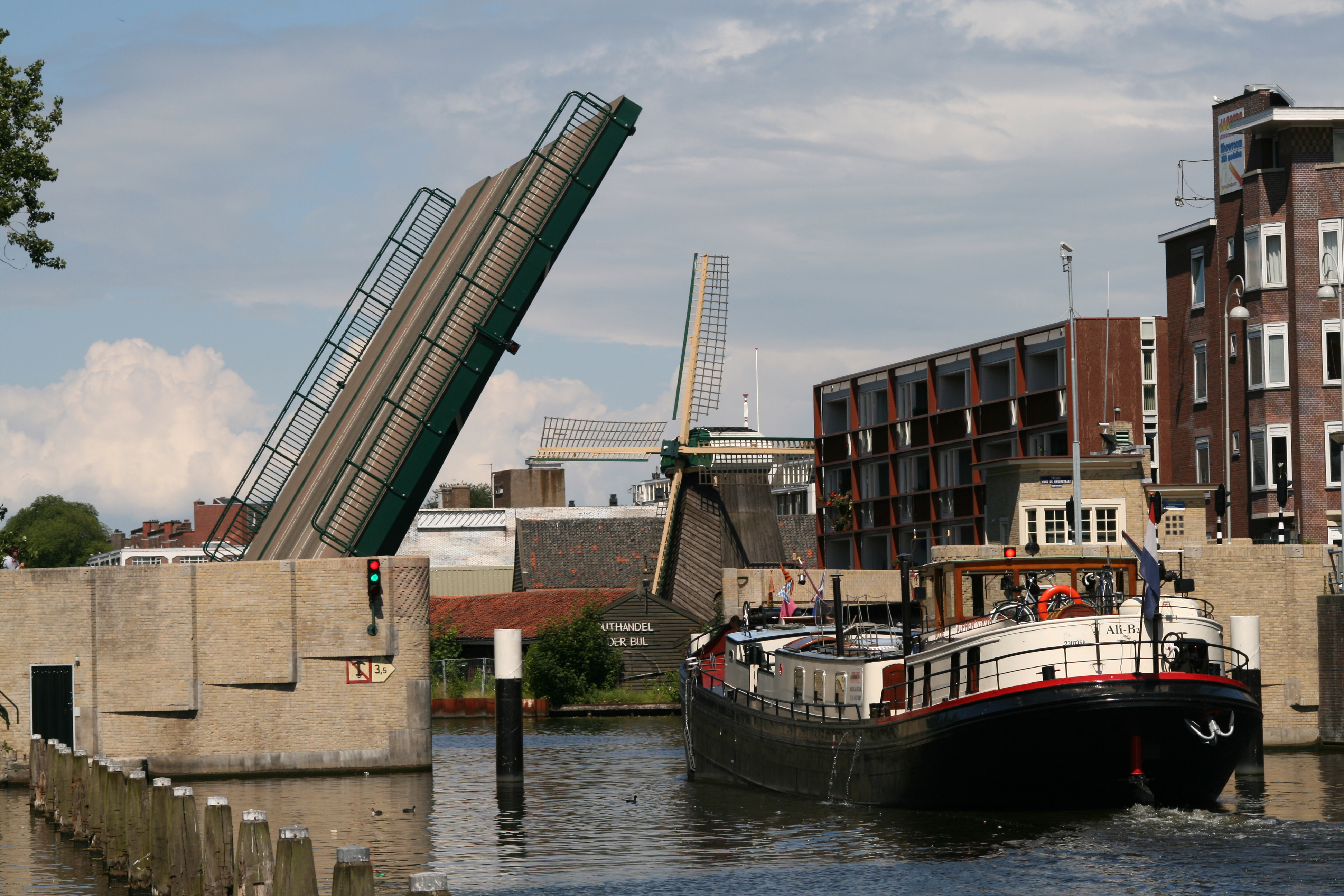
De Beltbrug, in geopende toestand, met op de achtergrond (zaag)molen Molen De Otter; 2008.
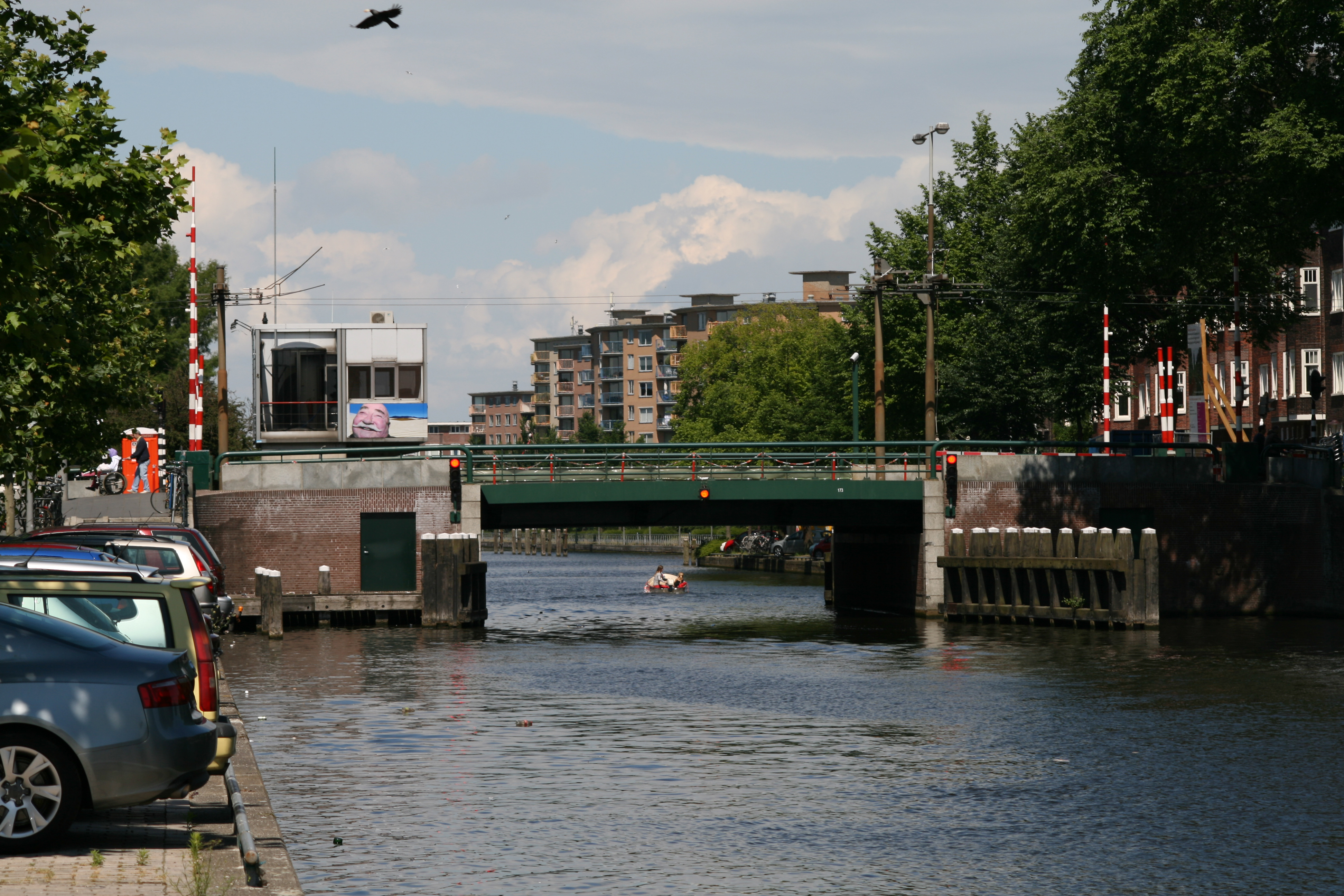
De Wiegbrug 2008.
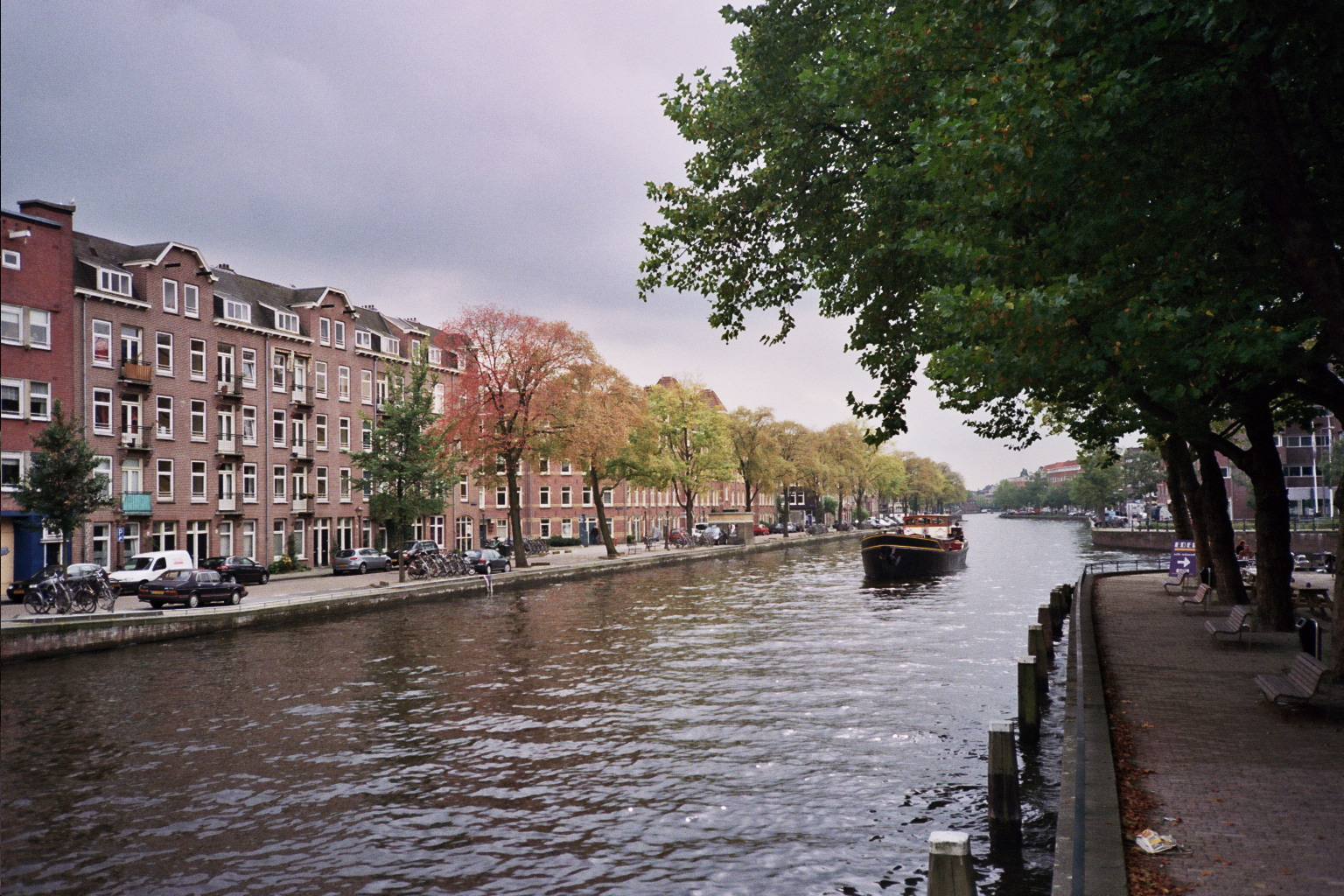
De Kostverlorenvaart nabij de Kinkerbrug; 2007.
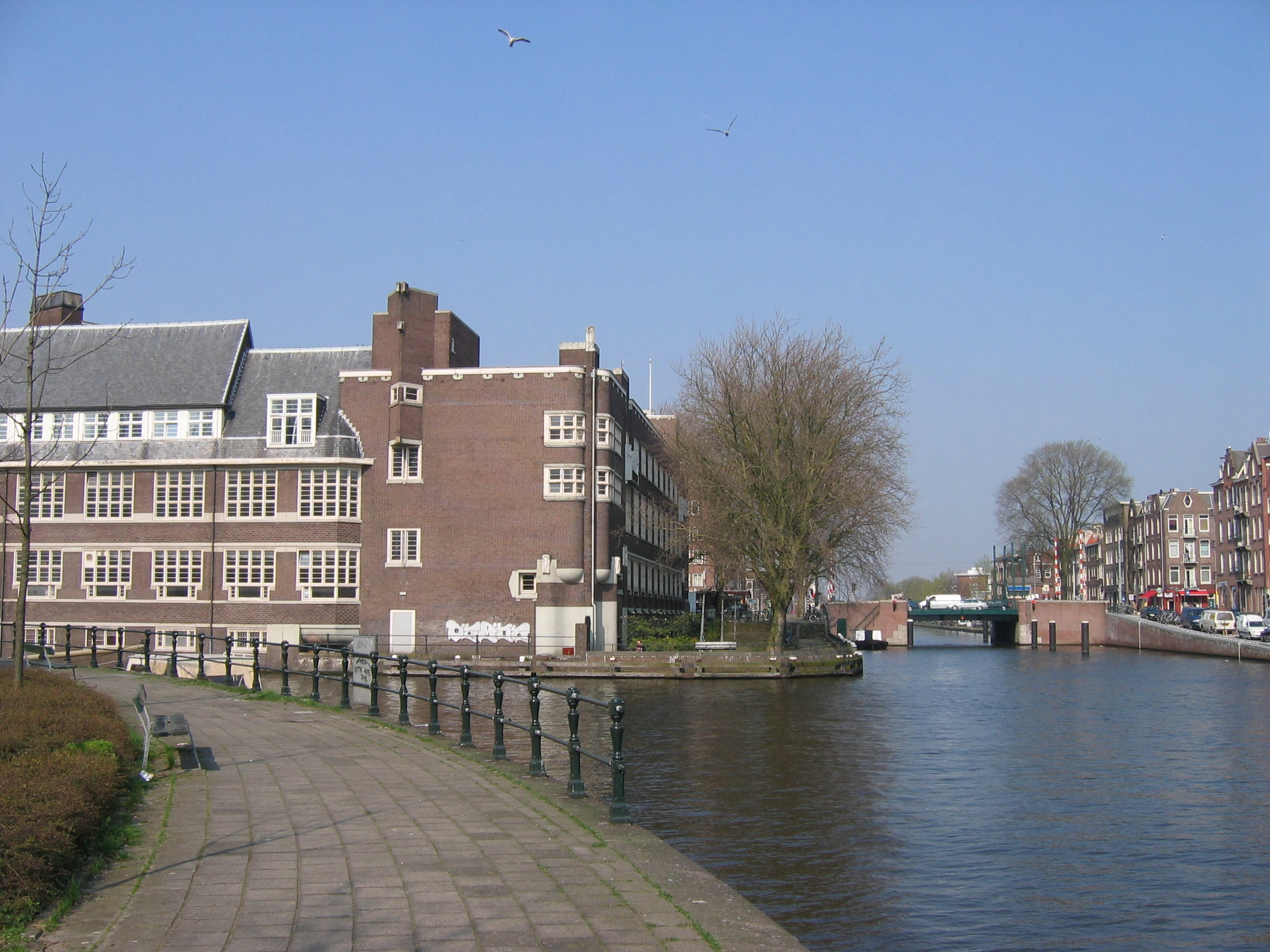
De Kostverlorenvaart met links 'Het Sieraad' en de toegang tot de Postjeswetering. Hier lag voorheen de scheepslift naar de Sloterpolder. Rechts de Kinkerbrug; 2005.
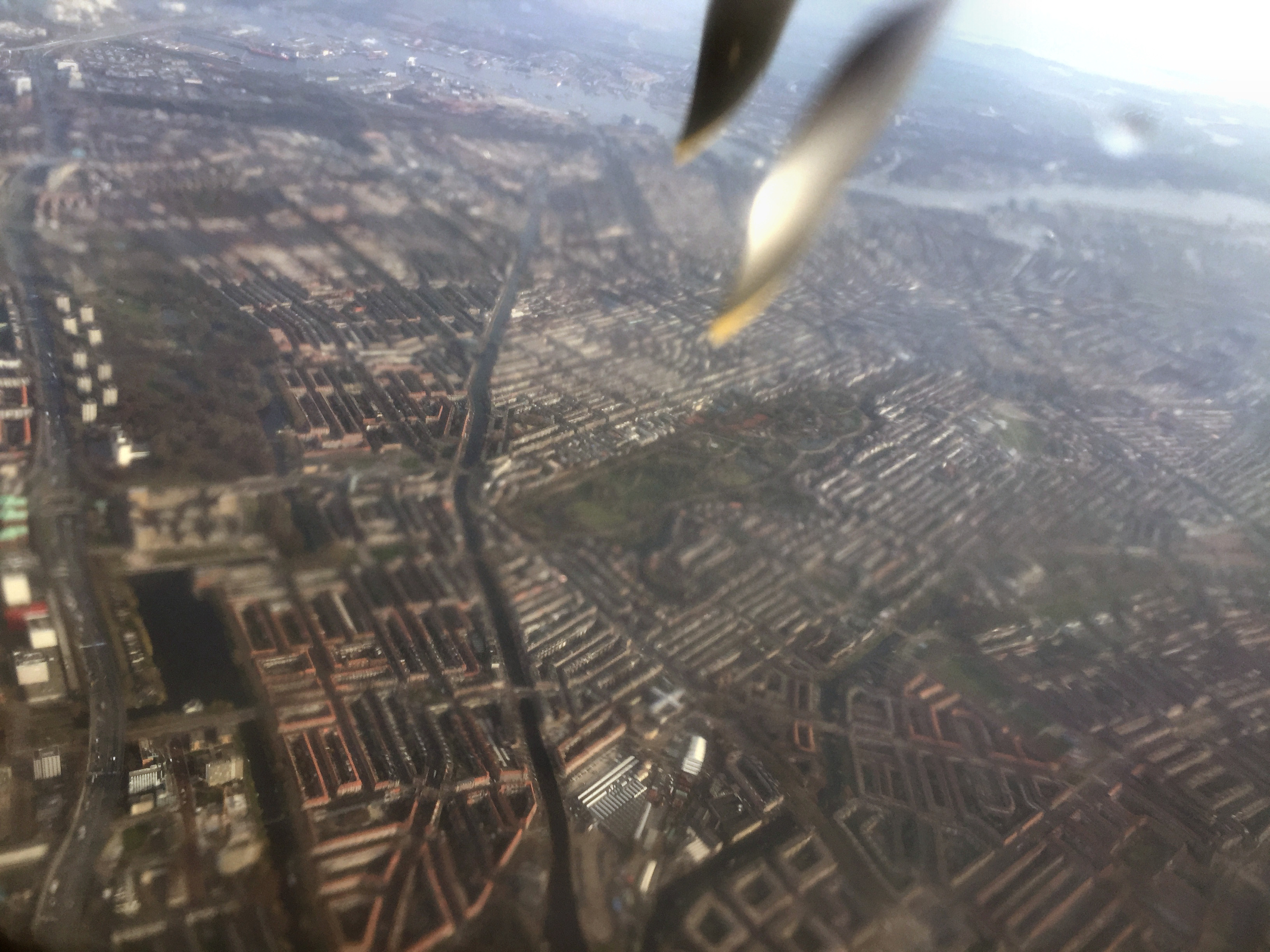
Luchtfoto van de Schinkel en de Kostverlorenvaart, gezien naar het noorden; 2017.